# 38e cérémonie des Filmfare Awards
La 38e cérémonie des Filmfare Awards s'est déroulée en 1993 à Bombay en Inde.

## Palmarès
| Catégorie                                    | Lauréat |
| -------------------------------------------- | --- |
| Meilleur film                                | Jo Jeeta Wohi Sikander[réf. nécessaire] - produit par Nasir Hussain - réalisé par Mansoor Khan - avec Aamir Khan, Pooja Bedi et Ayesha Jhulka |
| Meilleur réalisateur                         | Mukul Anand (Khuda Gawah) |
| Meilleur acteur                              | Anil Kapoor (Beta) |
| Meilleure actrice                            | Madhuri Dixit (Beta) |
| Meilleur acteur dans un second rôle          | Danny Denzongpa (Khuda Gawah) |
| Meilleure actrice dans un second rôle        | Aruna Irani (Beta) |
| Meilleure prestation dans un rôle comique    | Anupam Kher (Khel) |
| Meilleure prestation dans un rôle de méchant | Nana Patekar (Angaar) |
| Meilleur espoir                              | Shahrukh Khan |
| Meilleur compositeur                         | Nadeem - Shravan (Deewana) |
| Meilleur parolier                            | Sameer pour « Teri Umeed Tera Intezaar » (Deewana)                                                                                            |
| Meilleur chanteur de playback                | Kumar Sanu pour « Sochenge Tumhein Pyar » (Deewana)                                                                                           |
| Meilleure chanteuse de playback              | Anuradha Paudwal pour « Dhak Dhak Karne Laga » (Beta)                                                                                         |
| Meilleure histoire                           | - |
| Meilleur scénario                            | - |
| Meilleurs dialogues                          | - |
| Meilleure photographie                       | S. Kumar (Muskurahat) |
| Meilleure direction artistique               | - |
| Meilleure chorégraphie                       | Saroj Khan pour « Dhak Dhak Karne Laga » (Beta)                                                                                               |
| Meilleur son                                 | - |
| Meilleur montage                             | - |

## Récompenses spéciales
- Lux Face : Divya Bharti
- Lifetime Achievement Award : Dev Anand

## Récompenses des critiques
| Catégorie            | Lauréat                      |
| -------------------- | ---------------------------- |
| Meilleur film        | Idiot, téléfilm de Mani Kaul |
| Meilleure prestation | Dimple Kapadia (Rudaali)     |